# Nové Lhotice
Nové Lhotice (dříve Německé Lhotice, německy Deutsch Lhotitz) jsou vesnice a část obce Liboměřice v okrese Chrudim. Nachází se asi 1,5 kilometru jihozápadně od Liboměřic. Nové Lhotice jsou také název katastrálního území o rozloze 3,14 km². V katastrálním území Nové Lhotice leží i Samařov.

## Historie
První písemná zmínka o vesnici pochází z roku 1329.